# Erotische fotografie

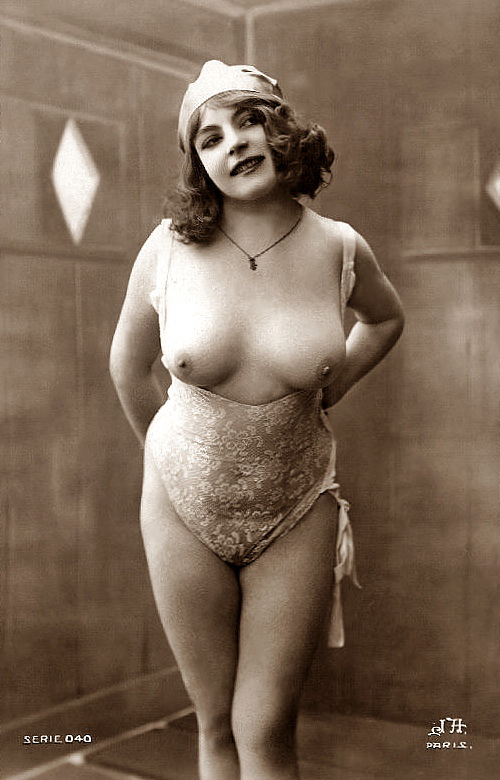
Voorbeeld van vroege erotische fotografie: een Franse ansichtkaart uit begin 20e eeuw

Erotische fotografie is een genre binnen de fotografie dat zich bevindt tussen naaktfotografie en pornografie. Het hoofddoel van dit genre is het weergeven van erotiek met de nadruk op esthetiek, schoonheid en emotie. Seksuele opwinding is niet het eerste doel van dit genre.
Naaktfotografie benadrukt het naakte lichaam zonder seksuele opwinding op te wekken. Pornografie daarentegen richt zich wel specifiek op het tonen en opwekken van seksuele opwinding. Het onderscheid tussen deze drie stijlen is vrij willekeurig, omdat het afhankelijk is van de persoonlijke beleving van een beeld.
- Biblioteca Nacional de España: XX527651
- Bibliothèque nationale de France: cb119331234 (data)
- Gemeinsame Normdatei: 4015374-5
- Library of Congress Control Number: sh85101279
- Nationale Bibliotheek van Israël: 987007543638105171